# Psephenus robacki
Psephenus robacki is een keversoort uit de familie keikevers (Psephenidae). De wetenschappelijke naam van de soort werd in 1966 gepubliceerd door Spangler.